# Jakob Sturm

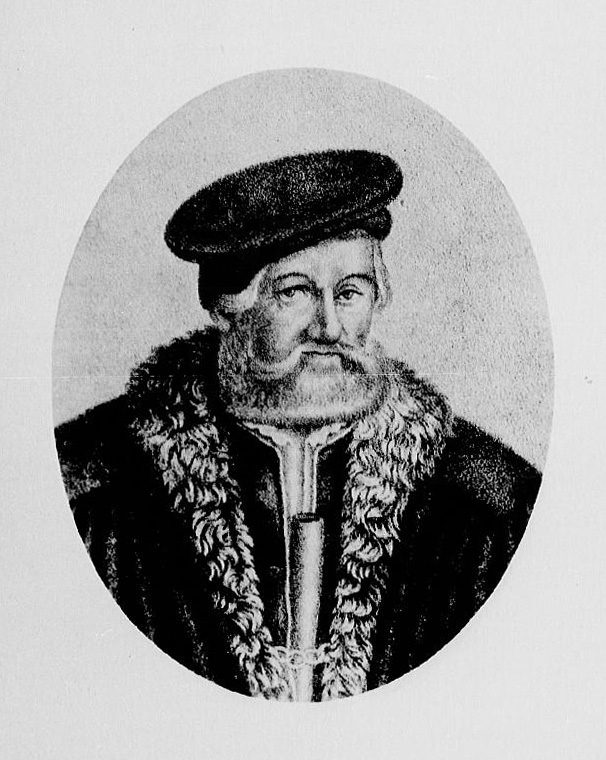
Jakob Sturm von Sturmeck

Jakob Sturm (także Jakob lub Jacob Sturm von Sturmeck, Jaques Sturm de Sturmeck, ur. 10 sierpnia 1489 w Strasburgu; zm. 30 października 1553 tamże) – reformator religijny i burmistrz Strasburga.

## Życiorys
Jakob Sturm pochodził z rodziny patrycjuszy z Strasburga. Był synem Martina i Odilii Schott wnuczki Petera Schotta. Duży wpływ na rozwój Jakoba wywarł Jakob Wimpfeling, który wcześnie odkrył jego zdolności. Wimpfeling pragnął przygotować go do stanu duchownego, dlatego przeforsował wysłanie młodego Jakoba zamiast do szkoły klasztornej na uniwersytet w Heidelbergu, gdzie Jakob pilnie studiował logikę i gramatykę łacińską. Już wtedy wykazywał zainteresowanie prawem, które studiował oprócz filozofii i teologii. W czerwcu 1503 roku został baccalaureus artium. Na prośbę ojca wrócił do Strasburga, który obawiał się oblężenia Heidelbergu podczas wojny i następnie za radą krewnych powinien udać się na studia do Kolonii. Ponownie Wimpfeling sprzeciwił się i jego ulubionego ucznia wysłano na uniwersytet we Fryburgu, gdzie immatrykulował się 27 czerwca 1504 roku, a już w styczniu 1505 roku został mianowany na magistra siedmiu sztuk wyzwolonych i rozpoczął prowadzenie wykładów z etyki Arystotelesa. Jednocześnie studiował teologię i już w maju 1507 roku wygłosił kazanie w języku łacińskim. Jednak wkrótce zrezygnował z dalszego studiowania teologii. W 1523 roku został doktorem prawa.
Od młodych lat miał styczność z wybitnymi humanistami tego okresu m.in. Wimpfelingem, Sebastianem Brantem, Erazmem z Rotterdamu, Beatusem Rhenanusem. Już w 1510 roku jako nieliczny znalazł się przy łożu śmierci Johanna Geilera von Kaysersberg.
Od 1517 roku był bibliotekarzem i sekretarzem biskupa Strasburga Henryka Wittelsbacha, który później został biskupem Wormacji, Utrechtu i Freising. W tym czasie wykazał się nie tylko wiedzą, ale także zdolnościami dyplomatycznymi reprezentując księcia w Akwizgranie. W tym też czasie spotkał się z ruchem reformatorskim, którego stał się zwolennikiem, co z wielkim smutkiem przyjął jego nauczyciel Wimpfeling. Jakob Sturm podobno miał mu powiedzieć: „ jeśli jestem kacerzem, to wy mnie tym uczyniliście“. 
W 1524 roku został wybrany na członka wielkiej rady miasta Strasburga. W 1525 roku został członkiem Fünfzehner-Collegiums, które dozorowało konstytucję i administrację miasta. W tym samym roku został delegatem miasta Strasburg do cesarskiego sejmu. Wywarł też wpływ na stanowisko miasta w stosunku do wojny chłopskiej szerzącej się również w Alzacji.

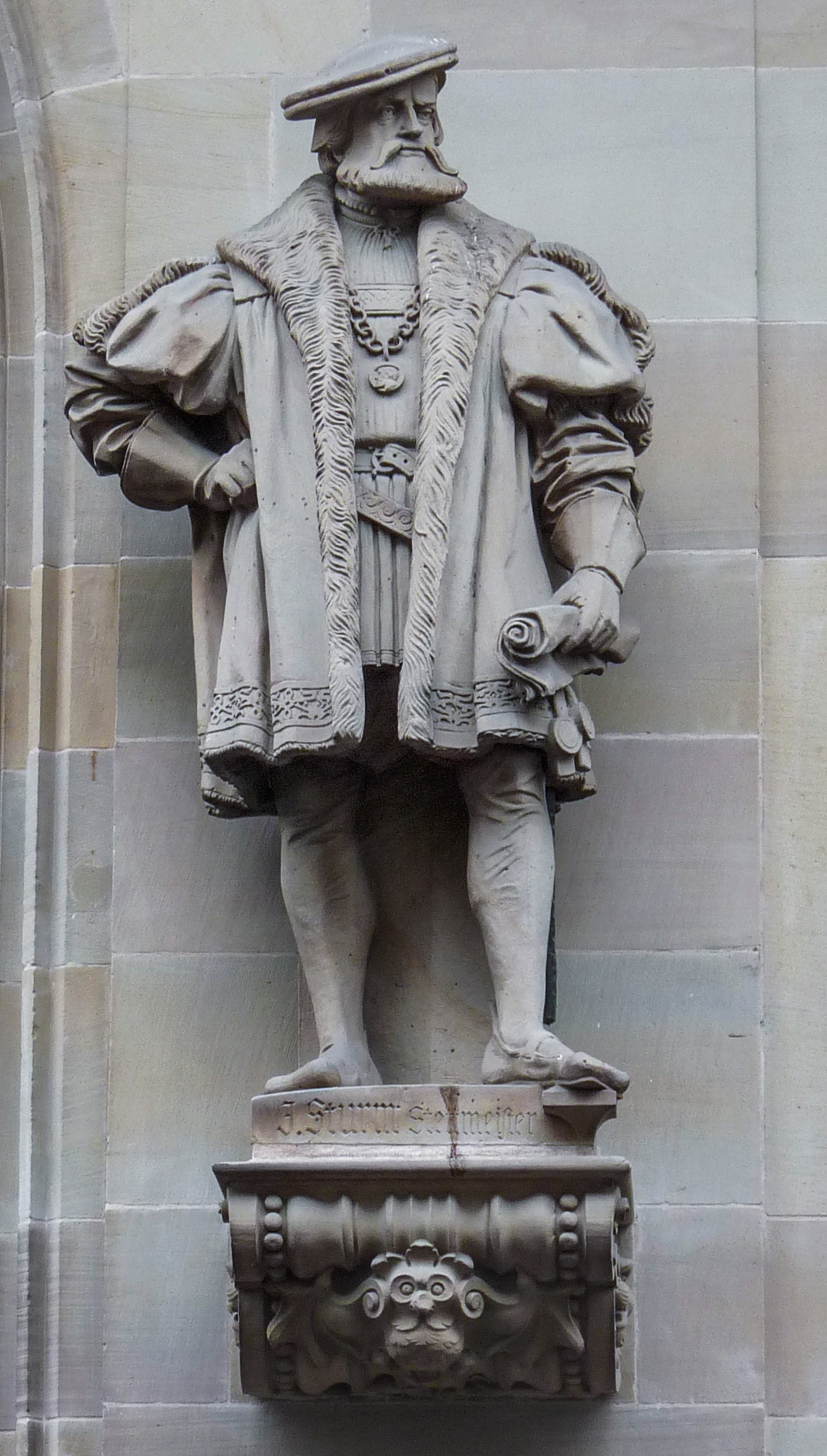
Posąg w Strasburgu (Rzeźba: Alfreda Marzolffa)

W 1526 roku był przedstawicielem miasta na sejmie Rzeszy w Spirze, gdzie jego urok osobisty i piękna mowa wywarły wielkie wrażenie, tak że chciano go wysłać do arcyksięcia Ferdynarda, by nakłonił go do głosowania za przeprowadzeniem reform religijnych.
W 1531 roku Strasburg wstąpił za jego namową do związku szmalkaldzkiego. W tym związku reprezentował miasto w latach 1532-1546.
W 1537 roku sprowadził do miasta niespokrewnionego z nim humanistę Johannesa Sturma, założył bibliotekę, a w 1538 roku protestanckie gimnazjum, które w 1567 roku zostało przemienione na akademię, zaś w 1621 roku zostało podniesione do rangi uniwersytetu.
W 1538 roku zapewnił azyl w Strasburgu 1500 francuskim protestantom. Po porażce związku szmalkaldzkiego w wojnie szmalkaldzkiej chronił Strasburg przed utratą zarówno politycznej jak i religijnej wolności.

## Uhonorowanie
1. Posąg w Strasburgu
2. Kościół Ewangelicki w Niemczech wspomina go w dniu 30 października w Evangelischer Namenskalender (Ewangelicki Kalendarz Imion).